# ミルドレッド・ピアース
『ミルドレッド・ピアース』（Mildred Pierce）は、1945年のアメリカ合衆国のサスペンス映画。
ジェームズ・M・ケインの1941年の小説『ミルドレッド・ピアース』の映画化であり、マイケル・カーティスが監督、ジョーン・クロフォードが主演した。クロフォードにとってはMGMからワーナー・ブラザースへ移った最初の主演作で、本作で初のアカデミー主演女優賞ノミネート・受賞を果たした。
日本では長らく劇場未公開であったが、『深夜の銃声・偽りの結婚』や『ミルドレッド・ピアース 深夜の銃声』といったタイトルでテレビ放映されたこともある。日本では2013年5月3日にDVD発売。

## ストーリー
ある夜、地元の名士モンティ・ベラゴンが射殺される。事件の容疑者として被害者の妻ミルドレッドの元夫バート・ピアースが逮捕されるが、ミルドレッドは刑事に「バートは犯人ではない」と主張する。凶器の拳銃がバートのものであり、アリバイがない上に犯行を否定しないバートが犯人でないと言い張る理由を問い質されたミルドレッドは事件に至るまでの経緯を語り出す。
4年前、平凡な主婦だったミルドレッドは、不動産屋を経営していた夫バートが職を失い、しかも浮気していることからバートを家から追い出す。2人の娘をこれまで通り、上流階級の娘のように育てたいミルドレッドは職を探すが、専業主婦だった彼女に職は見つからない。しかし、偶然入った大衆食堂が人手不足と知ると、その場で自分を売り込み、ウェイトレスとして働くことになる。すぐに優秀なウェイトレスになったミルドレッドだったが、そんな仕事をしている母親を長女ヴィーダは恥ずかしいとなじる。ヴィーダを叱りつけたミルドレッドだったが、これをきっかけに自分でレストランを経営したいと思うようになる。
夫バートのかつてのビジネスパートナーだった友人ウォーリーの紹介で、金に困っている富豪モンティ・ベラゴンが所有する物件を手に入れたミルドレッドは、自分の店の開店準備を進める。そんなミルドレッドに惹かれたモンティは彼女に積極的にアプローチし、2人は深い仲となる。ところが2人で過ごした後に家に戻ったミルドレッドは次女ケイが急病で倒れたことを知る。慌てて駆けつけるが、ケイはあっけなく息を引き取る。
ミルドレッドの店は、ビジネスパートナーとなったウォーリーとウェイトレス時代に親友となったベテランウェイトレス、アイダ・コーウィンの働きもあり、開店初日から盛況となる。その後も店の経営は順調に進み、3年で5店舗を抱えるレストランチェーンとなる。
一方、ヴィーダは母親の恋人モンティとともに過ごすことが多くなり、彼の贅沢な生活に触れる中で、額に汗して働く母親を一段と見下すようになる。ところが、モンティは実質的に破産しており、彼の贅沢な生活はミルドレッドによって支えられていたのだ。その状況にミルドレッドは、ヴィーダをこれ以上堕落させたくないと、モンティに別れを告げる。
ところがヴィーダの奔放な生活は変わらない。金持ちの息子と関係を持ち、嘘の妊娠で示談金をせしめたことを知ったミルドレッドは激しい衝撃を受ける。しかも、ヴィーダは母親を含め、今までの自分の生活の全てと縁を切るためには金が必要だったのだと言う。ミルドレッドは激怒し、ヴィーダを家から追い出す。
しばらくして、音信不通のヴィーダがウォーリーの経営する酒場で歌手として働いていることを知ったミルドレッドは、ヴィーダを取り戻すために、ヴィーダが望む「モンティのような生活」を手に入れようと、モンティと結婚し、彼の屋敷を手に入れる。しかし、この結婚は愛のない契約に過ぎず、モンティは結婚の「対価」としてミルドレッドの会社の共同経営者となる。
希望通りにヴィーダを取り戻したミルドレッドはこれまで以上にヴィーダに贅沢な生活をさせる。しかし、これにより会社の経営は著しく悪化、しかもモンティが会社の株を売っていると知ったミルドレッドは、意を決し、かつてバートが残していった拳銃を手にモンティの下に向かう。しかし、そこでミルドレッドが目にしたのはモンティがヴィーダと抱き合い、愛を交わしている姿だった。ショックを受けるミルドレッドに、開き直ったヴィーダはモンティが愛しているのは自分だと追い討ちをかける。ミルドレッドがその場から逃げ出すと、モンティはヴィーダに「お前のようなあばずれと結婚する気はない」と告げる。怒ったヴィーダはミルドレッドが落としていった拳銃でモンティを撃ち殺してしまう。銃声を聞いて戻って来たミルドレッドは、ヴィーダの頼みを断り切れず、ヴィーダの犯行を隠す工作をすることになる。
ミルドレッドはウォーリーに罪を着せようとしたが失敗、自分が殺したと告白する。しかし、犯行時刻にヴィーダが現場にいたことを突き止めていた警察は、高飛びしようとしていたヴィーダを既に捕まえていた。ミルドレッドはそれでもヴィーダをかばおうとするが、ミルドレッドが全て話したという刑事の嘘を信じたヴィーダが母親をなじったことでヴィーダの犯行が明らかになる。
憔悴し切ったミルドレッドはバートに支えられ、2人で警察を後にする。

## 原作との違い
- 原作にない殺人事件が加えられ、そこに至るまでの経緯を主人公が回想し、語ることで事件の原因と真犯人が明らかになるミステリーとして構成されている。
- 原作では1931年から1940年までの9年に渡る物語が、映画では1940年代の4年間の話になっている。そのため世界恐慌や禁酒法といった時代背景がなくなっている。
- 主人公の次女の名前がレイ (Ray) からケイ (Kay) に、また主人公の事業を支援するウォーリーの名字がバーゲン (Burgan) からフェイ (Fay) に変えられている。
- 主人公の親友ルーシー・ゲスラーが登場せず、アイダ・コーウィンのキャラクターに混ぜられている。
- 原作では支店を含めて3店舗に過ぎなかった主人公の経営するレストランが、もう少し多くの支店を持つレストランチェーンとなっている。
- 主人公の娘ヴィーダがオペラ歌手になる設定がなくなり、酒場の歌手となっている。
- 1945年当時のハリウッド映画に対する規制（ヘイズ・コード）に従い、悪人が最終的に罰せられる結末になっている。

## キャスト
|  | ミルドレッド・ピアース（ジョーン・クロフォード） 平凡な主婦から実業家に転身する。                       |  | ウォーリー・フェイ（ジャック・カーソン） ミルドレッドに想いを寄せ、何かと支援する友人。 不動産屋を経営。                 |
|  | モンティ・ベラゴン（ザカリー・スコット） 元々は富豪だが金に困っている。 ミルドレッドの2番目の夫となる。 |  | アイダ・コーウィン（イヴ・アーデン） 大衆食堂のベテランウェイトレス。姉御肌。 後にミルドレッドのレストラン経営を手伝う。 |
|  | ヴィーダ・ピアース（アン・ブライス） ミルドレッドの娘。贅沢でわがままな娘に育つ。                       |  | バート・ピアース（ブルース・ベネット） ミルドレッドの最初の夫。 以前はウォーリーと不動産屋を共同経営していた。           |

## スタッフ
- 監督：マイケル・カーティス
- 製作総指揮：ジャック・L・ワーナー
- 製作：ジェリー・ウォルド（英語版）
- 脚本：ラナルド・マクドゥガル（英語版）
- 音楽：マックス・スタイナー
- 音楽監督：レオ・F・フォーブスタイン（英語版）
- 編曲：ヒューゴー・フリードホーファー
- 撮影：アーネスト・ホーラー（英語版）
- 編集：デヴィッド・ワイスバート（英語版）
- 美術：アントン・グロト（英語版）
- 衣装：ミロ・アンダーソン（フランス語版、ドイツ語版）

## 映画賞受賞・ノミネーション
| 映画祭・賞                           | 部門           | 候補                   | 結果       |
| ------------------------------------ | -------------- | ---------------------- | ---------- |
| アカデミー賞                         | 作品賞         |                        | ノミネート |
| アカデミー賞                         | 主演女優賞     | ジョーン・クロフォード | 受賞       |
| アカデミー賞                         | 助演女優賞     | イヴ・アーデン         | ノミネート |
| アカデミー賞                         | 助演女優賞     | アン・ブライス         | ノミネート |
| アカデミー賞                         | 脚色賞         | ラナルド・マクドゥガル | ノミネート |
| アカデミー賞                         | 撮影賞（白黒） | アーネスト・ハラー     | ノミネート |
| ナショナル・ボード・オブ・レビュー賞 | 女優賞         | ジョーン・クロフォード | 受賞       |

## リメイク
2011年3月から4月にかけて米国の有料放送チャンネルHBOで全5話のテレビ・ミニシリーズとして放送された。監督はトッド・ヘインズ、主演はケイト・ウィンスレット。日本では2011年10月15日と16日にWOWOWで『ミルドレッド・ピアース 幸せの代償』として放送された。
エミー賞（プライムタイム・エミー賞）のミニシリーズ/テレビ映画部門で主演女優賞（ケイト・ウィンスレット）と助演男優賞（ガイ・ピアース）を受賞。
映画版と異なり、殺人事件が起きないなど、より原作に近い形で映像化されている。